# Бареди
Бареди (словен. Baredi) — поселення в общині Ізола, Регіон Обално-крашка, Словенія. Висота над рівнем моря: 189,1 м.